# Asota donatana
Asota donatana là một loài bướm đêm trong họ Erebidae.